# Lista gier komputerowych Buffy

## Buffy The Vampire Slayer (GBC)

### Fabuła
Akcja umieszczona jest w sezonie czwartym, Buffy Summers przerywa odpoczynek po ciężkim tygodniu na uczelni by walczyć z gnieżdżącymi się nieopodal kampusu demonami.

### Poziomy
Gra posiada 8 poziomów:
- The Graveyard
- The Bronze
- The Sewers
- Outside The Zoo
- The Mansion
- The Initiative Lab
- The Hellmouth
- The Chamber

### Postacie
Buffy, Willow, Xander, Giles, Anya, Ethan Rayne. Głos Cordelii pojawia się w trakcie rozmowy telefonicznej z Buffy.

### Przeciwnicy
Wszyscy przeciwnicy to wampiry, jednak występujący w różnych odmianach. Poza typowymi wampirami są motocykliści, ninja, amazonki, dystyngowani dżentelmeni i hybrydy mumii i wampira.

## Buffy the Vampire Slayer (Xbox)

### Fabuła
Akcja umieszczona jest w czasie pomiędzy epizodem Revelations a Lover's Walk. Władca zostaje wskrzeszony w formie ducha i poszukuje ciała, które mógłby posiąść.

### Poziomy
Gra ma 13 poziomów:
- Spanish Mission
- Sunnydale High
- The Bronze
- Sunnydale Cemetery
- The Mausoleum
- The Sunken Church
- Angel's Mansion
- Sunnydale Docks
- Return to Sunnydale High
- The Foundry
- Return to the Sunken Church
- The Dreamer's Realm
- The Apse

Pomiędzy misjami Buffy spotyka się w szkolnej bibliotece ze swoimi przyjaciółmi. Może tam zdobyć nowe informacje odnośnie do misji, wziąć nową broń od Xandera, zregenerować się u Willow i nauczyć nowych ciosów od Gilesa.

### Postacie
- Buffy (głos podkłada Giselle Loren)
- Xander, Willow, Cordelia, Giles, Angel (głosy podkładają aktorzy z serialu)

### Wrogowie
- Malik, Scylla, Matereani (The Necromancer)
- Spike (James Marsters), Angelus David Boreanaz
- The Dreamers: Urd, Skuld and Verdandi
- The Master (D. C. Douglas)
- Wampiry, Hell Hounds, Zombie, Pająki, Demony Hanoch

## Buffy the Vampire Slayer: Wrath of the Darkhul King (GBA)

### Fabuła
Akcja rozgrywa się w sezonie czwartym. Podczas patrolu Buffy natyka się na grupę podwładnych Gentlemenów. Musi pokrzyżować plany Gentlemenów i Adama.

### Poziomy
Gra ma 16 poziomów:
- Patrol
- Museum
- More Patrolling
- Cemetery & Crypt Patrol
- The Forest
- The Industrial Park
- Gentlemen's HQ - The Hospital
- Hospital Basement
- Back to the Forest
- College Campus
- School Patrol
- Bottom Of The Crypt
- Back to the Industrial Park
- Cave To The Temple of Shadows
- Temple Entrance
- The Temple of Shadows.

### Postacie
Buffy, Willow, Xander, Giles, Riley, Adam, Gentelmeni

## Buffy the Vampire Slayer: Chaos Bleeds

### Fabuła
Gra została osadzona częściowo w okresie 5 sezonu (po śmierci matki Buffy, a częściowo w alternatywnym świecie. Pojawiają się postacie, które zginęły w poprzednich sezonach - Pacynka Sid, Kakistos. Pojawiają się też: Anyanka, Vampire Tara oraz Ripper, złe wersje dobrych postaci Tary, Anya'i i Gilesa. W grze bohaterowie muszą potężne źródło mocy Pierwszego Zła, którym jest Ethan Rayne.

### Postacie
Możliwość gry:
- Buffy
- Xander
- Willow
- Spike
- Faith
- Sid the Dummy
- Tara (tylko w trybie gry wieloosobowej)

NPC
- Giles
- Anya

Przeciwnicy
- Wampiry, Zombie, Demony, Bakemono, Gargoyle, Szaleńcy, Impy, Wilkołaki, Cyborgi, Goryle
- Ethan Rayne
- Anyanka
- Kakistos
- Adam
- Vampire Tara
- Ripper
- Pierwsze Zło

### Głosy
Większość dialogów mówią oryginalni aktorzy z serialu. Wyjątki:
- Kari Wahlgren - Willow (Alyson Hannigan kręciła film American Wedding
- Giselle Loren - Buffy, Anya
- Joss Whedon - On sam, tylko w grze wieloosobowej

### Poziomy
12 poziomów gry jednoosobowej i 4 poziomy gry wieloosobowej:
- The Magic Box (szkoleniowa; Buffy, Willow, Xander, Spike)
- Cemetery (Buffy)
- Blood Factory (Xander, Willow)
- The Magic Box Revisited (Buffy)
- Downtown Sunnydale (Buffy)
- Sunnydale Hospital (Buffy, Sid)
- Sunnydale High School (Xander)
- The Quarry House (Faith)
- The Initiative Base (Spike)
- Sunnydale Mall (Willow)
- Sunnydale Zoo (Buffy)
- The First's Lair (Buffy)
- tryb multi: Sunnydale Zoo, Cemetery, Initiative Hangar, The Quarry

## Buffy the Vampire Slayer: The Quest for Oz

### Fabuła
Oz zostaje porwany przez Drusillę, Buffy stara się go odbić.

### Poziomy
5 poziomów rozgrywających się w rezydencji Drusilli

### Postacie
Oz (wspominany), Buffy, Willow

### Wrogowie
Zombie, Nietoperze, Familiars (Demony), Wampiry, Drusilla.